# Вестервейтверд
Вестервейтверд (нід. Westerwijtwerd) — село в нідерландській провінції Гронінген. Входить до складу муніципалітету Емсделта. Його населення станом на 2021 рік складало 85 осіб.